# Учень Ескулапа
«Учень Ескулапа» — радянський художній фільм 1977 року, знятий режисером Отаром Абесадзе на кіностудії «Грузія-фільм».

## Сюжет
Молодий лікар Гурам живе та працює у грузинському селі. Незабаром він починає помічати у пацієнтів ознаки захворювань явно професійного походження. Він розуміє, що причина — хімічний завод неподалік, що отруює все навколо, не дотримуючись техніки безпеки. Гурам починає боротися із заводським керівництвом і з байдужістю селян.

## У ролях
- Паата Бараташвілі — Гурам (дублював В. Грачов)
- Мзія Арабулі — Магда (дублювала М. Кремєнєва)
- Шота Габела — Сачіно (дублював М. Граббе)
- Сесілія Такаїшвілі — Дареджан (дублювала Н. Нікітіна)
- Карло Саканделідзе — Кукурі (дублював В. Маркін)
- Зураб Лаферадзе — Ловел (дублював К. Тиртов)
- Іраклій Учанейшвілі — Вахтанг (дублював О. Соловйов)
- Абессалом Лорія — Аркіпо (дублював О. Алексєєв)
- Кахі Кавсадзе — Бежан (дублював Г. Тонунц)
- Давид Окросцварідзе — Алмасхан (дублював Я. Бєлєнький)
- Грігол Костава — Давид (дублював С. Курилов)
- Маріам Абесадзе — роль другого плану
- Ремі Абесадзе — Гогі (дублював В. Подвиг)
- Тамара Абесадзе — роль другого плану
- Серго Ахаладзе — Соломон (дублював В. Балашов)
- Ціала Берідзе — Летеція (дублювала О. Кончакова)
- Мераб Джафарідзе — Ушангі (дублював Р. Ахметов)
- Мзіа Кадагіддзе — Русудан (дублювала В. Хмара)
- Таміла Ласхішвілі — Есма (дублювала З. Степанова)
- Манана Ломтатідзе — роль другого плану
- Олександр Махарадзе — Джуду (дублював В. Філіппов)
- Шинагі Нацвлішвілі — Едішер (дублював Ю. Чекулаєв)
- Леван Пілпані — Леван (дублював М. Глузський)
- Тамара Тваліашвілі — роль другого плану
- Д. Церцвадзе — роль другого плану
- М. Чиргадзе — роль другого плану
- Лейла Шотадзе — роль другого плану

## Знімальна група
- Режисер — Отар Абесадзе
- Сценаристи — Отар Абесадзе, Теймураз Маглаперідзе
- Оператор — Абесалом Майсурадзе
- Композитор — Реваз Лагідзе
- Художник — Василь Арабідзе